# Лукас Блек
Лукас Јорк Блек (енгл. Lucas York Black; Декатур, Алабама, 29. новембар 1982) амерички је филмски, позоришни и телевизијски глумац.
Блек је најпознатији по улози посебног агента Кристофера Ласејла у серији Морнарички истражитељи: Нови Орлеанс.